# ライアン・リッター
ライアン・リッター（Ryan Ritter, 2000年11月10日 - ）は、アメリカ合衆国イリノイ州クック郡エバーグリーンパーク出身のプロ野球選手（遊撃手）。右投右打。MLBのコロラド・ロッキーズ所属。

## 経歴
2019年のMLBドラフト33巡目（全体1002位）でシカゴ・カブスから指名されたが、この時は契約せずにジョン・A・ローガン短期大学へ進学した。
ケンタッキー大学へ転学後の2022年、MLBドラフト4巡目（全体116位）でコロラド・ロッキーズから指名され、プロ入り。契約後、傘下のルーキー級アリゾナ・コンプレックスリーグ・ロッキーズでプロデビュー。8試合に出場して打率.320、1本塁打、4打点、2盗塁を記録した。
2023年はA級フレズノ・グリズリーズ、A+級スポケーン・インディアンス、AA級ハートフォード・ヤードゴーツでプレーし、3チーム合計で119試合に出場して打率.281、24本塁打、85打点、20盗塁を記録した。また、A級カリフォルニアリーグのシーズンMVPを獲得した。
2024年はAA級ハートフォード・ヤードゴーツでプレーし、91試合に出場して打率.270、7本塁打、32打点、17盗塁を記録した。オフにはアリゾナ・フォールリーグに参加し、ソルトリバー・ラフターズに所属した。
2025年は開幕をAAA級アルバカーキ・アイソトープスで迎えた。6月6日にメジャー契約を結んでアクティブ・ロースター入りすると、メジャーデビューとなった同日のニューヨーク・メッツ戦にて「6番・遊撃手」で先発出場して5回裏に迎えた第2打席で千賀滉大からメジャー初安打となる三塁打を記録した。

## 詳細情報

### 表彰
MiLB
- カリフォルニアリーグ最優秀選手賞（英語版）：1回（2023年）

### 背番号
- 8（2025年 - ）